# Uncle Meat (1987.)
Uncle Meat je film američkog glazbenika Franka Zappe koji izlazi 1987.g.

## Vanjske poveznice
- Uncle Meat u internetskoj bazi filmova IMDb-a